# Thomas Lund til Grinderslev Kloster
Thomas Thomsen Lund (født 1728 på Slumstrup (døbt 4. april), død 1. oktober 1777 i Øster Assels) var en dansk godsejer, som bl.a. var kendt for at være en hård herremand.

## Virke
Han var søn af Thomas Thomsen Lund og Apelone Pedersdatter Møller.
Lund købte Grinderslev Kloster i 1761. I 1763 købte han Blidstrup (26 Td. Hrtk.) og Gammellund (53 Td. Hrtk) samt Tiender og Bøndergods (131 og 443 Td. Hrtk.) for 37.000 rigsdaler af Frederik Klingenbergs enke (Anna Cathrine von Bülow), som solgt det hele efter sin anden mands død i 1762. I 1771 solgte han Blidstrup herregård på grund af vanskeligheder med økonomien. I 1774 grundlagde han Morsø-fabrikken, der var den første produktion af fajance uden for København. Fabrikken lavede de smukkeste bakkeborde, spisestel og kander. Han døde som en ruineret mand i 1777.
Thomas Lund ægtede Birgitte Sophie Friis den 5. juni 1761 i Gammelstrup, Viborg.

## Spøgelset
Spøgelset af Thomas Lund er kendt som den et-benede "Thomas Pileben", der stadig skulle rider på sin hest mellem Øster Assels og Gammellund.